# Antofalla
Antofalla – stratowulkan, drugi pod względem wysokości czynny wulkan na Ziemi w północno-zachodniej Argentynie w Andach Środkowych na płaskowyżu Puna de Atacama. Wysokość 6450 m n.p.m. Szczyt pokrywają wieczne śniegi.